# Слава Метревели
Слава Клистратович Метревели (рус. Сла́ва Калистра́тович Метреве́ли; Сочи, 30. мај 1930 — Тбилиси, 7. јануар 1998) је био совјетски фудбалски репрезентативац, затим фудбалски менаџер.
Метревели је своју каријеру почео у Спартаку из Сочија 1953-54, затим Торпеду из Горког (1955-56), а наставио у Торпеду Москва (1956-62), да би је завршио у Динаму из Тбилисија (1962-71).
Са Торпедом Москва био је Првак Совјетског Савеза и освајач Купа 1960, док је са Динамом Тбилиси такође освојио првенство СССР 1964.
За репрезенрацију Совјетског Савеза одиграо је 48 утакмица (1958-70) и постигао 11 голова, а за Олимпијску репрезентацију је одиграо 1959. 4 утакмице и постгао 1 гол.
Највећи успех му је играње и тријумф на Европском првенству 1960. у Француској. Учествовао је репрезентаривац и на три Светска првенства у фудбалу Чиле 1962., Енглеска 1966. и Мексика 1970..
Играо је у селекцији ФИФЕ 1968. на утакмици против репрезентације Бразила (1:2) у Рио де Жанеиру.